# تاتیانا ایوینسکایا
تاتیانا ایوینسکایا (بلاروسی: Таццяна Міхайлаўна Іві́нская؛ زادهٔ ۲۷ مارس ۱۹۵۸) بازیکن بسکتبال اهل اتحاد جماهیر شوروی سوسیالیستی بود.